# Geneva (New York)
Pour les articles homonymes, voir Geneva.
Ne doit pas être confondu avec Geneva (town, New York).
Geneva est une localité du comté d'Ontario dans l'État de New York aux États-Unis. Sa population était de 13 617 habitants en 2000. Elle tire son nom de la ville et du canton de Genève en Suisse.
Geneva est située à l'extrême est du comté sur la U.S. Route 20. La cité déclare être « la capitale mondiale de la truite lacustre ». 

## Histoire
Ce site était originellement peuplé par une tribu de la nation Sénéca qui y avait érigé le village de Kanadasaga.  Ce village fut abandonné en 1779 après sa destruction par une expédition punitive dénommée Expédition Sullivan. Ce lieu fut repeuplé par des immigrants européens aux alentours de 1793.
Le développement de Geneva fut impulsé par les transports fluviaux et ferroviaires.
Le canal Erie Canal qui s'ouvrit en 1825 créa une route fluviale des Grands Lacs à l'Hudson et jusqu'au port de New York. Le canal Cayuga-Seneca fut achevé quelques années plus tard et qui assura la prospérité de Geneva. À cette époque, l'agriculture était la première industrie de cette région. Le système de transport fluvial permit l'exportation des denrées agricoles vers la grande cité de New York et même au-delà.
Le train arrive à Geneva dans les années 1840 et permet l'éclosion de nouvelles industries et de commerces. 
Au XIXe siècle la cité compte des industries d'instruments optiques, de chaudières et de fourneaux. Le tourisme commence à s'y développer grâce à des sources thermales et de nombreux hôtels.  
Dans la première moitié du XXe siècle Geneva continue sa croissance, jusqu'au déclin des transports fluviaux et ferroviaires. Durant la Seconde Guerre mondiale la région conserve une certaine prospérité grâce au camp militaire de Sampson où sont formés environ 40 000 soldats. Dans les années 1950 les routes 5 et 20 sont construites et permettent la revitalisation économique de Geneva. Dans les années 1990 c'est le secteur des services qui se développe en passant de 24 % en 1950 à 46 % en 1990.

## Personnalités liées
- Elizabeth Blackwell
- Lauren Holly
- Caroline Kirkland
- Scott LaFaro
- John Nicholas
- Robert C. Nicholas
- Marshall Pinckney Wilder
- Elizabeth Smith Miller